# سازمان حمل و نقل بار و مسافر شهرداری کرج
سازمان حمل و نقل بار و مسافر شهرداری کرج یکی از بزرگ‌ترین سازمانهای خدماتی شهرداری و کلانشهر کرج محسوب می‌شود. این سازمان در تاریخ ۹ خرداد ۱۳۹۶ با ادغام ۳ سازمان اتوبوسرانی، تاکسیرانی و پایانه‌ها فعالیت خود را آغاز نمود. این اقدام به منظور چابک‌سازی دستگاه‌های خدمت‌رسان و طبق دستور وزارت کشور صورت گرفت.
در حال حاضر این سازمان متولی ساماندهی و نظارت بر خدمات حمل و نقل عمومی در شهر کرج است.

## وظایف
حوزه وظایف این سازمان شامل ۵ مورد می‌شود:
1. نظارت بر عملکرد تاکسی‌های درون‌شهری
2. نظارت بر عملکرد اتوبوسهای بخش خصوصی
3. ارائه خدمات در قالب اتوبوسهای بخش ملکی
4. نظارت بر عملکرد خودروهای حمل بار
5. ارائه خدمات در پایانه‌های شهری

## معاونت‌ها
این سازمان دارای سه معاونت می‌باشد:
- حمل و نقل بار و مسافر
- نظارت بر امور حمل و نقل
- فنی و اجرایی

## آمار
با نگاهی به آمار تاکسی‌های درون‌شهری که متجاوز از ۱۲۵۰۰ دستگاه بوده و نظر به تعداد اتوبوس‌های درون‌شهری و خودروهای حمل بار، همچنین با عنایت به پهنه وسیع جغرافیایی خدمات این سازمان که از شمال تا گچسر، از جنوب تا اشتهارد، از شرق تا میدان آزادی در تهران و از غرب تا شهر طالقان ادامه دارد، اهمیت وظایف این سازمان روشن می‌گردد.

## اتوبوسرانی
اتوبوسرانی کرج و حومه یکی از زیرمجموعه‌های سازمان حمل‌ونقلِ بار و مسافر شهرداری کرج می‌باشد که در حوزه اتوبوسرانی درون‌شهری کرج فعالیت می‌کند.

### تاریخچه
این سازمان در تاریخ ۱۳۷۰/۶/۳۱ فعالیت خود را با کنترل خطوط تحت پوشش مینی‌بوسرانی در بخش خصوصی رسماً آغاز نمود. پس از مدت کوتاهی با خرید ۱۲ دستگاه اتوبوس در واقع پایهٔ اصلی حمل و نقل ناوگان اتوبوسرانی کرج در اواخر سال ۱۳۷۰ پایه‌گذاری شد. خطوط تحت پوشش این سازمان از شمالی‌ترین نقطهٔ شهرستان کرج به طول ۱۲۰ کیلومتر رفت و برگشت (گچسر)، جلگه‌ای‌ترین نقطه در جنوب غربی شهرستان به طول ۱۷۰ کیلومتر رفت و برگشت (اشتهارد)، از سمت غرب با ۱۷۰ کیلومتر مسافت رفت و برگشت (طالقان) و از سمت شرق با ۷۵ کیلومتر طی مسیر رفت و برگشت (میدان آزادی) را شامل می‌شود. خط اتوبوسرانی اشتهارد طولانی‌ترین خط اتوبوسرانی تحت پوشش سازمان‌های اتوبوسرانی کلانشهرها در کشور است. این سازمان در سال ۱۳۸۱ با اعمال سیاست دولت مبنی بر سبک‌تر نمودن نقش اجرایی بخش دولتی و پررنگ شدن فعالیت‌های بخش خصوصی، اقدام به واگذاری بخش عمده‌ای از اتوبوس‌ها به بخش خصوصی نمود. پس از ۱۳ سال، ۱۲۰ سازه ایستگاه اتوبوس جدید با هزینه‌ای بالغ بر ۳۰ میلیارد تومان ساخته شد.

### ناوگان

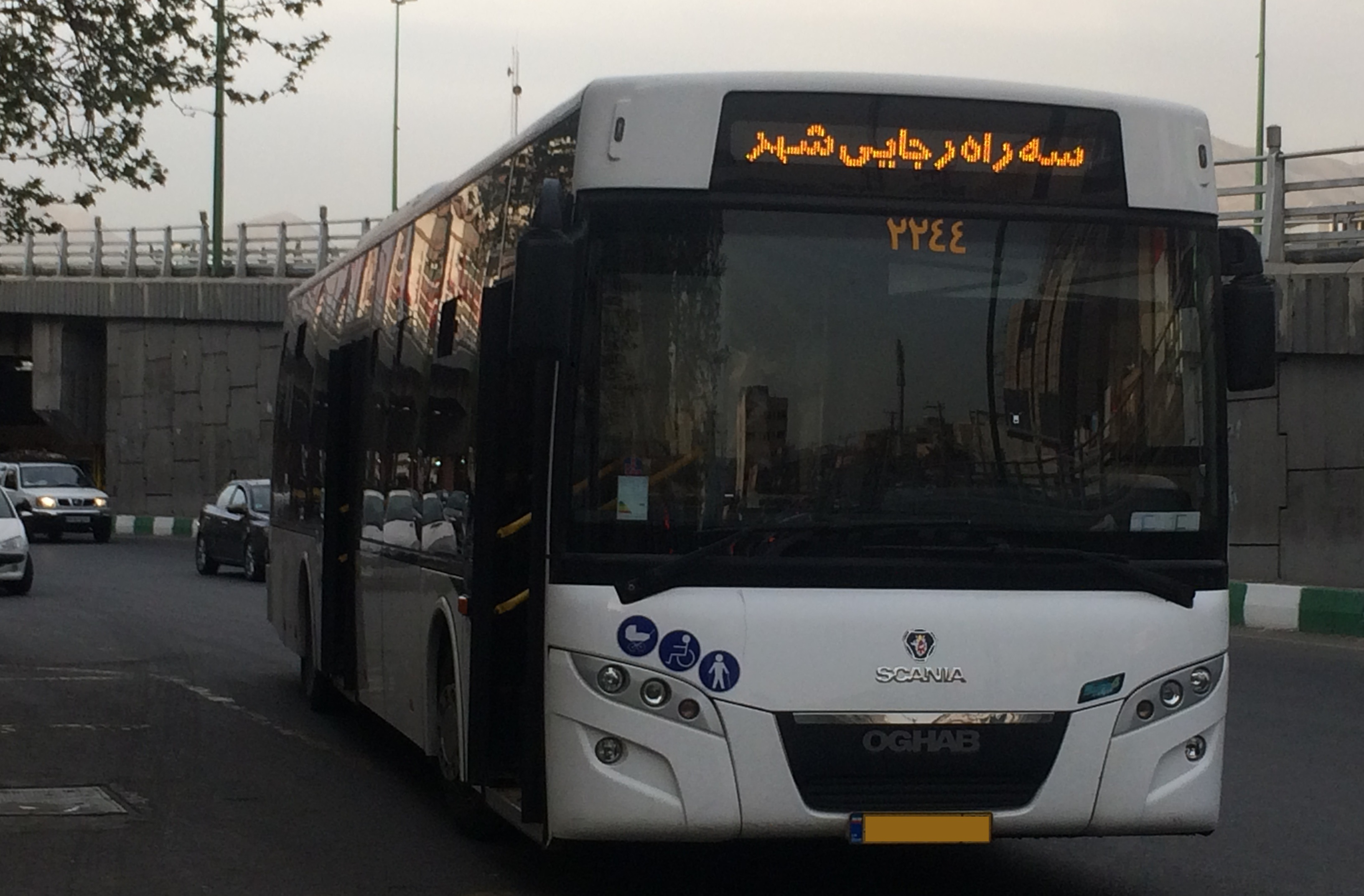
ناوگان جدید اتوبوسرانی کرج اتوبوس پارسین عقاب اسکانیا

بنابر آمار اعلامی در ابتدای سال ۱۴۰۰ ه‍.ش مجموع ناوگان ملکی فعال در خطوط اتوبوس‌رانی کرج ۹۳ دستگاه و مجموع ناوگان بخش خصوصی فعال ۱۷۶ دستگاه، تعداد خطوط شهری و حومه ۴۷ خط و تعداد خطوط منتهی به تهران نیز ۶ خط می‌باشد. میانگین سن ناوگان ملکی شش سال و میانگین سن ناوگان بخش خصوصی نیز سیزده سال است.
در سال ۱۳۹۹ ه‍.ش ناوگان اتوبوسرانی کرج دچار تحول شد و در طی ۳ سال ۸۱ دستگاه اتوبوس پارسیَن عقاب اسکانیا در ناوگان حمل و نقل عمومی شهر قرار گرفتند. همچنین ۱۵ دستگاه اتوبوس آتروس ایران‌خودرو به این ناوگان اضافه شد.

### اتوبوس برقی
در تاریخ سه‌شنبه ۲۸ فروردین سال ۱۴۰۳ ایستگاه شارژ اتوبوس برقی افتتاح شد و از ۴۰دستگاه اتوبوس برقی ایران خودرو در کرج رونمایی شد.
در تاریخ چهارشنبه بیست و نهم فروردین سال ۱۴۰۳ اولین خط اتوبوس برقی کرج به طور رسمی شروع به کار کرد و خط تندروی حصارک به متروی کرج برقی شد.
اتوبوس‌های شهری برقی کرج قادرند با هر بار شارژ کامل مسافت ۲۵۰کیومتر را پیمایش کنند.
شارژ کامل هر اتوبوس برقی سه ساعت زمان می‌برد.
اولین خط اتوبوس برقی کرج سرانجام در تاریخ جمعه یازدهم خرداد سال ۱۴۰۳ عنوان خط یک BRT کرج را گرفت.

### خطوط اتوبوسرانی
خطوط فعلی اتوبوس‌رانی کرج:
| * خط پایانهٔ البرز - ماهدشت - خط بلوار بلال - حسن‌آباد - خط بلوار بلال - کمالشهر - خط بلوار بلال - مشگین دشت - خط پایانهٔ البرز - اشتهارد - خط پایانهٔ البرز - عباس‌آباد - صفادشت - خط پایانهٔ البرز - ولدآباد - خط پایانهٔ حصارک - پیشاهنگی - خط پایانهٔ صارک - خرمدشت - خط پایانهٔ گلکار - گرمدره - خط پایانهٔ گلکار - حصارک - خط پایانهٔ گلکار - حصارک بالا - خط پایانهٔ گلکار - کلاک بالا - خط میدان کرج - حصار - خط میدان آزادگان - باغستان | * خط چمران - وحدت - خط چهارراه امام - پایانهٔ حصارک - خط چهارراه هفت تیر - نورالشهدا - خط سه راه رجایی‌شهر - اشتراکی - خط سه راه رجایی‌شهر - کیان‌مهر - خط فردیس - چمران - خط میدان آزادگان - بیمارستان البرز - خط متروی گلشهر - رجایی‌شهر - خط متروی گلشهر - هشتگرد جدید - خط متروی گلشهر - هشتگرد قدیم - خط پایانهٔ البرز - محمدشهر - خط پایانهٔ شهید سلطانی - بعثت - خط پایانهٔ شهید سلطانی - حسن‌آباد (اوج) - خط پایانهٔ شهید سلطانی - حصارک (سریع‌السیر) - خط پایانهٔ شهید سلطانی - دانشگاه آزاد - خط پایانهٔ شهید سلطانی - شهرک طالقانی - خط پایانهٔ شهید سلطانی - فردیس - خط پایانهٔ شهید سلطانی - مشکین دشت - خط متروی گلشهر - باغستان - خط متروی گلشهر - رجایی‌شهر - خط متروی گلشهر - کمال‌شهر - خط میدان آزادگان - ظفر |

### اتوبوس تندرو در کرج
در سال ۱۳۹۶ پروژه سامانه اتوبوس تندرو در کرج (خیابان شهید بهشتی) کلید خورد که به دلایل نامعلوم شهرداری از انجام آن بازماند و سرانجام مورخ یازدهم خرداد ماه سال ۱۴۰۳ افتتاح شد.

### البرز کارت
«البرز کارت» یک نوع کارت بلیت الکترونیکی، که جایگزین بلیت کاغذی است و برای سفرهای درون‌شهری در حوزه سازمان اتوبوسرانی کرج مورد استفاده قرار می‌گیرد.
البرز کارت به عنوان یک نوع کیف پول الکترونیکی برای پرداخت بهای بلیت اتوبوس در داخل شهر کرج و حومه قابل استفاده است. این کارت ظرفیت آن را دارد که در آینده در سایر حوزه‌های خدمات شهری و عمومی نظیر تاکسی، پارکینگ، پارک‌ها و مراکز تفریحی، سینماها و… مورد استفاده قرار گیرد. البرز کارت توسط شرکت ارتباطات هدی ارقام ارائه و پشتیبانی می‌گردد.

## تاکسیرانی

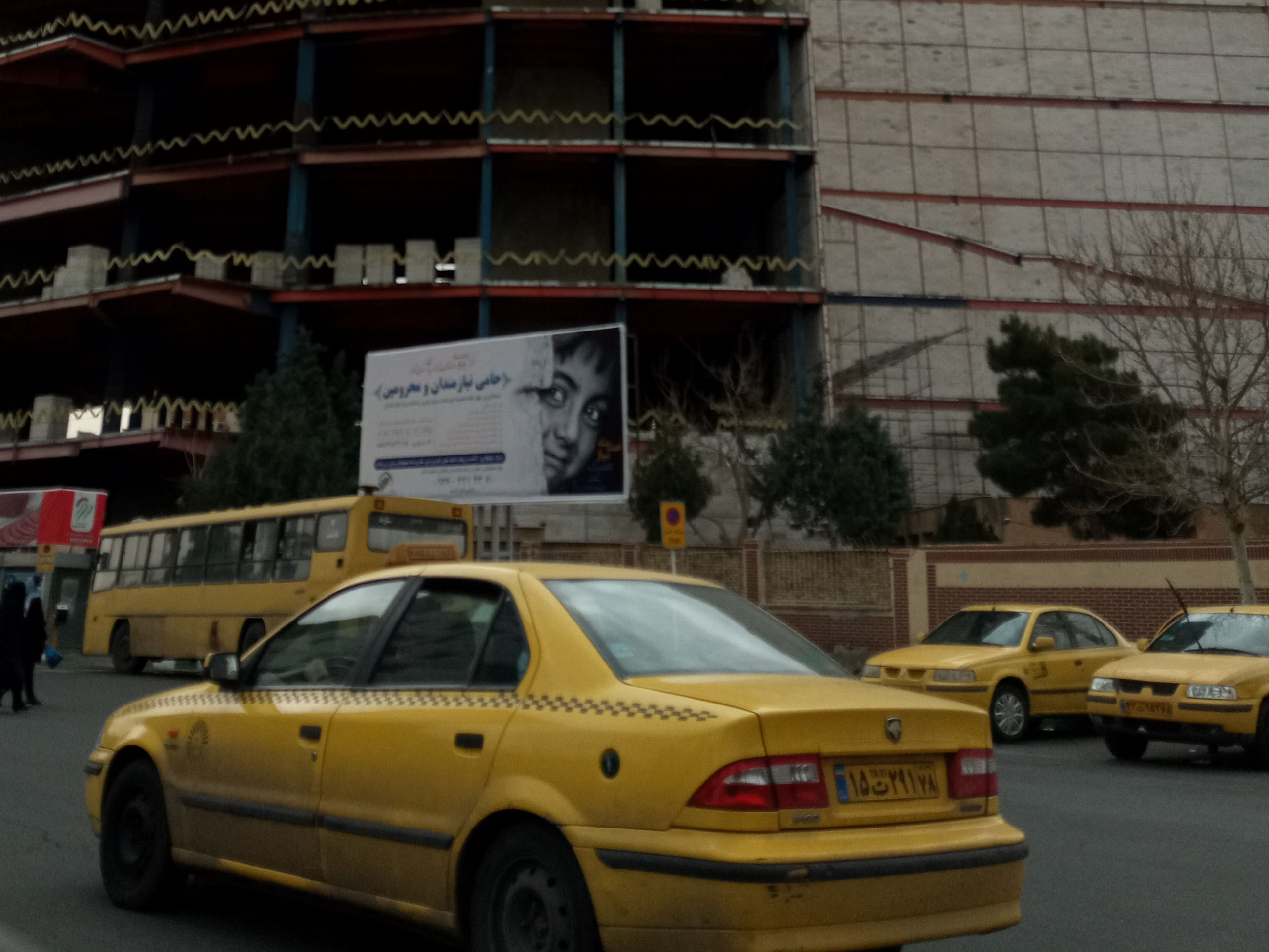
خطوط تاکسیرانی در کرج

تاکسیرانی کرج یکی از زیرمجموعه‌های سازمان حمل‌ونقلِ بار و مسافر شهرداری کرج می‌باشد که در حوزه تاکسیرانی درون‌شهری کرج فعالیت می‌کند.
تعداد خطوط تاکسیرانی کرج ۱۱۵ خط است. در شهر کرج ۱۲۵۰۰ دستگاه تاکسی وجود دارد که ۷۷۰۰ تاکسی ایستگاهی و ۴۸۰۰ دستگاه تاکسی به صورت گردشی فعالیت می‌کنند.

## پایانه‌ها
پایانه‌های اصلی مسافربری کرج عبارتند از:
- شهید کلانتری[۱۳][۱۴]
- البرز
- شهید سلطانی
- گلشهر

پایانه های فرعی عبارتند از:
- پایانه جانبازان
- پایانه گلکار
- پایانه حصارک
- پایانه آزادگان
- پایانه میدان کرج
- پایانه باغستان

این پایانه‌ها نقش عمده‌ای را در زمینهٔ ترابری و جابجایی بار و مسافر از مقصد کرج به سوی نقاط مختلف ایران و درون کرج بر عهده دارند.